# سامسونج جالكسي كور إل تي إي
سامسونج جالاكسي كور LTE (بالإنجليزية: Samsung Galaxy Core LTE)‏ هو هاتف ذكي من إلكترونيات سامسونج يعمل بنظام أندرويد تم الكشف عنه في فبراير 2014 في ملتقى عالم الهاتف النقال، سيتم طرحه في الأسواق قريبأ.

## الخصائص
- نظام التشغيل: أندرويد
- الكاميرا الخلفية: 5 ميجابكسل
- المعالج: 1.2 جيجا هرتز ثنائي النواة
- الذاكرة: 1 جيجابايت رام
- التخزين: 8 جيجابايت